# Michèle Sioen
Michèle Danielle Andrée barones Sioen (Roeselare, 24 mei 1965) is een Belgisch ondernemer. Ze is sinds 2005 CEO van Sioen Industries.

## Biografie

#### Studies
Michèle Sioen behaalde het diploma van master in de handelswetenschappen aan de Universiteit Antwerpen. Daarnaast volgde ze verschillende postuniversitaire opleidingen, waaronder aan de Vlerick Management School. 

#### Loopbaan
Sioen begon haar loopbaan als salesmanager bij IT-bedrijf Atoll. In 1990 startte ze bij Sioen Industries, het industrieel textielbedrijf dat haar vader, Jean-Jacques Sioen, in 1960 oprichtte. Ze ging eerst aan de slag in diverse takken van het bedrijf. In 2005 werd ze CEO van Sioen Industries nadat haar vader voorzitter van de raad van bestuur werd. Het bedrijf is uitgegroeid een gediversifieerde groep, gespecialiseerd in technisch textiel, professionele beschermkleding en fijnchemicaliën.

#### Overige functies
Sioen was bestuurder van textielfederatie Febeltex en voorzitter van Febeltex Brussel en Febeltex Wallonië. In januari 2007 fuseerde Febeltex met de hout- en meubelfederatie Febelhout tot Fedustria. Van deze sectororganisatie was Sioen voorzitter van 2007 tot 2010 en is ze bestuurder sindsdien.
In april 2014 volgde ze Pierre-Alain De Smedt als voorzitter van het Verbond van Belgische Ondernemingen op. Ze was de eerste vrouwelijke voorzitter van deze werkgeversorganisatie. In maart 2017 volgde Bernard Gilliot haar op.
Sioen bekleedt of bekleedde verschillende mandaten bij andere ondernemingen. Zo was ze bestuurder van telecombedrijf Belgacom (2006-2013) en de bank ING België (2011-2016). Ze is bestuurder van autodistribiteur D'Ieteren (sinds 2011), investeringsmaatschappij Sofina (sinds 2017) en vastgoedontwikkelaar Immobel (sinds 2017).
Ze is ook voorzitter van kunstencentrum KANAL-Centre Pompidou in Brussel (sinds 2017) en bestuurder van de Koningin Elisabethwedstrijd, de Vlerick Business School en cultuurfestival Europalia (sinds 2023), en was lid van de Corporate Governance Commissie

#### Erkenning
In 2017 werd Sioen voorgedragen voor de verlening van de persoonlijke titel van barones.
In januari 2018 werd ze verkozen tot Manager van het Jaar 2017, in een organisatie van het tijdschrift Trends.
In 2018 ontving Sioen een Groot Ereteken van de Vlaamse Gemeenschap.
In juni 2023 ontving ze de Vlerick Award van de Vlerick Business School.

#### Familie
Sioen is gehuwd met Marnix Galle, zoon van oud-minister Marc Galle en CEO van vastgoedontwikkelaar Immobel. Ze heeft twee zonen en een dochter uit een vorig huwelijk met Bertrand Joris. Sinds oktober 2017 huurt het ondernemerspaar Galle-Sioen het kasteel van Stuyvenberg nabij het Park van Laken in Laken. Het kasteel was tot haar overlijden in 2014 de woning van koningin Fabiola en wordt verhuurd door de Koninklijke Schenking.